# Boiorix
Boiorix était un roi des Cimbres pendant la guerre des Cimbres. Son exploit le plus remarquable est la victoire contre les Romains lors de la bataille d'Arausio en 105 av. J.C.. Il a ensuite été vaincu et tué avec Lugius à la bataille de Vercellae en 101 av. J.C.. Les autres chefs cimbres, Claodicus et Gaesorix, ont été capturés.